# Fred Thieme
Fred Thieme (* 1. Dezember 1962) ist ein ehemaliger deutscher Basketballspieler.

## Leben
1988 sowie 1989 gewann Thieme mit der HSG TU Magdeburg die Basketballmeisterschaft der Deutschen Demokratischen Republik. 1990/91 trat er mit Magdeburg im europäischen Vereinswettbewerb Korać-Cup an. Man traf in der ersten Runde auf KK Union Olimpija und schied nach zwei hohen Niederlagen aus. Thieme erzielte im Hinspiel gegen KK Union Olimpija zehn Punkte, im Rückspiel war er mit 14 Punkten zweitbester Korbschütze der Magdeburger. Er bestritt Länderspiele für die DDR-Auswahl. Nach dem Ende der DDR spielte der 1,89 Meter große Aufbau- und Flügelspieler für den USC Magdeburg, den SSV Einheit Weißenfels sowie den Ohre BC Wolmirstedt in der 2. Basketball-Bundesliga. In Wolmirstedt und später in Magdeburg betätigte er sich zudem zu Zweitligazeiten als Co-Trainer beziehungsweise als Sportlicher Leiter.
In der Altersklasse Ü45 nahm der beruflich als Leiter einer Versicherungsvertretung tätige Thieme mit der Magdeburger Mannschaft unter anderem an Deutschen Meisterschaften teil und spielte für die deutsche Auswahl bei internationalen Turnieren wie der Europameisterschaft 2012.